# Addys Mercedes
Addys Mercedes, cubansk sangerinde & komponist, blev født i Moa / Holguin, Cuba.

## Diskografi

### Albums
- Mundo Nuevo (2001 Media Luna)
- Nomad (2003 Media Luna)

### Singles & Videos
- Mundo Nuevo (2001 Media Luna)
- Gitana Loca (2005 Media Luna)
- Esa Voz (2005 Media Luna)
- Sabado Roto (2011 Media Luna)
- Hollywood (2012 Media Luna)
- Gigolo (2012 Media Luna)

### Remixes
- Latin House, Ragga, Deephouse -
- Mundo Nuevo (Tony Brown – Media Luna)
- Gitana Loca (Tony Brown – Media Luna)
- Esa Voz (4tune twins – Media Luna)
- Afro D' Mercedes (Andry Nalin – Media Luna)
- Oye Colombia (4tune twins – Media Luna)
- Cry It Out (Guido Craveiro – Media Luna)
- Cha Ka Cha (Ramon Zenker – Media Luna)